# Liste der Baudenkmale im Landkreis Leer
Die Liste der Baudenkmale im Landkreis Leer enthält die nach dem Niedersächsischen Denkmalschutzgesetz geschützten Baudenkmale im niedersächsischen Landkreis Leer. Die Auflistung basiert auf der offiziellen Denkmalliste der Unteren Denkmalbehörde des Landkreises Leer mit dem Stand vom 25. Juli 2016.
Der Übersicht und Länge halber ist die Liste nach den Städten und Gemeinden des Landkreises separiert. Diese Einteilung findet sich in der folgenden Tabelle, in der zu jedem Eintrag, soweit möglich, ein exemplarisches Foto eines Baudenkmals aus der jeweiligen Stadt oder Gemeinde zu finden ist.
| Bild | Stadt/Gemeinde      | Karte | Liste                                        | Ortsteile |
| ---- | ------------------- | ----- | -------------------------------------------- | --- |
|      | Borkum              |       | Liste der Baudenkmale in Borkum              | keine Ortsteillisten |
|      | Brinkum             |       | keine Baudenkmale                            | |
|      | Bunde               |       | Liste der Baudenkmale in Bunde               | - Boen - Bunde - Bunderhee - Dollart - Wymeer |
|      | Detern              |       | Liste der Baudenkmale in Detern              | - Amdorf - Detern - Deternerlehe - Neuburg - Stickhausen - Velde |
|      | Filsum              |       | Liste der Baudenkmale in Filsum              | - Ammersum - Filsum - Lammertsfehn |
|      | Firrel              |       | Liste der Baudenkmale in Firrel              | keine Ortsteillisten |
|      | Hesel               |       | Liste der Baudenkmale in Hesel               | keine Ortsteillisten |
|      | Holtland            |       | Liste der Baudenkmale in Holtland            | keine Ortsteillisten |
|      | Jemgum              |       | Liste der Baudenkmale in Jemgum              | - Böhmerwold - Critzum - Ditzum - Hatzum - Holtgaste - Jemgum - Marienchor - Midlum - Nendorp - Oldendorp - Pogum                                                                                                 |
|      | Leer (Ostfriesland) |       | Liste der Baudenkmale in Leer (Ostfriesland) | - Bingum - Heisfelde - Leer - Leerort - Loga - Logabirum - Nettelburg - Nüttermoor |
|      | Moormerland         |       | Liste der Baudenkmale in Moormerland         | - Boekzetelerfehn - Gandersum - Hatshausen - Jheringsfehn - Neermoor - Oldersum - Rorichum - Terborg - Tergast - Veenhusen - Warsingsfehn                                                                         |
|      | Neukamperfehn       |       | Liste der Baudenkmale in Neukamperfehn       | - Neukamperfehn - Stiekelkamperfehn |
|      | Nortmoor            |       | Liste der Baudenkmale in Nortmoor            | keine Ortsteillisten |
|      | Ostrhauderfehn      |       | Liste der Baudenkmale in Ostrhauderfehn      | - Holtermoor - Langholt - Ostrhauderfehn - Potshausen |
|      | Rhauderfehn         |       | Liste der Baudenkmale in Rhauderfehn         | - Backemoor - Burlage - Collinghorst - Rhaude - Rhaudermoor - Schatteburg - Westrhauderfehn |
|      | Schwerinsdorf       |       | Liste der Baudenkmale in Schwerinsdorf       | keine Ortsteillisten |
|      | Uplengen            |       | Liste der Baudenkmale in Uplengen            | - Bühren - Großoldendorf - Großsander - Hollen - Jübberde - Kleinoldendorf - Klein Remels - Kleinsander - Meinersfehn - Neudorf - Neufirrel - Nordgeorgsfehn - Remels - Selverde - Spols - Stapel - Südgeorgsfehn |
|      | Weener              |       | Liste der Baudenkmale in Weener              | - Diele - Holthusen - Kirchborgum - St. Georgiwold - Stapelmoor - Vellage - Weener |
|      | Westoverledingen    |       | Liste der Baudenkmale in Westoverledingen    | - Breinermoor - Driever - Esklum - Flachsmeer - Folmhusen - Großwolde - Grotegaste - Hilkenborg - Ihrhove - Mitling-Mark - Steenfelde - Völlen                                                                    |